# Diamond Hill (berg i Irland)
Diamond Hill är ett berg i republiken Irland.   Det ligger i grevskapet County Galway och provinsen Connacht, i den västra delen av landet, 240 km väster om huvudstaden Dublin. Toppen på Diamond Hill är 445 meter över havet, eller 281 meter över den omgivande terrängen. Bredden vid basen är 2,9 km.
Terrängen runt Diamond Hill är kuperad åt nordost, men åt sydväst är den platt.Runt Diamond Hill är det glesbefolkat, med 10 invånare per kvadratkilometer. Närmaste större samhälle är Clifden, 9,6 km sydväst om Diamond Hill. Trakten runt Diamond Hill består i huvudsak av gräsmarker.